# Gaviidae
Gaviidae là một họ chim trong bộ Gaviiformes.

## Phân loại học
Tất cả các loài còn sinh tồn đều thuộc chi Gavia. Về phát sinh chủng loài, 5 loài còn sinh tồn có thể được xếp như sau:
Nhánh gốc
- Gavia stellata

Nhánh họng đen
- Gavia arctica

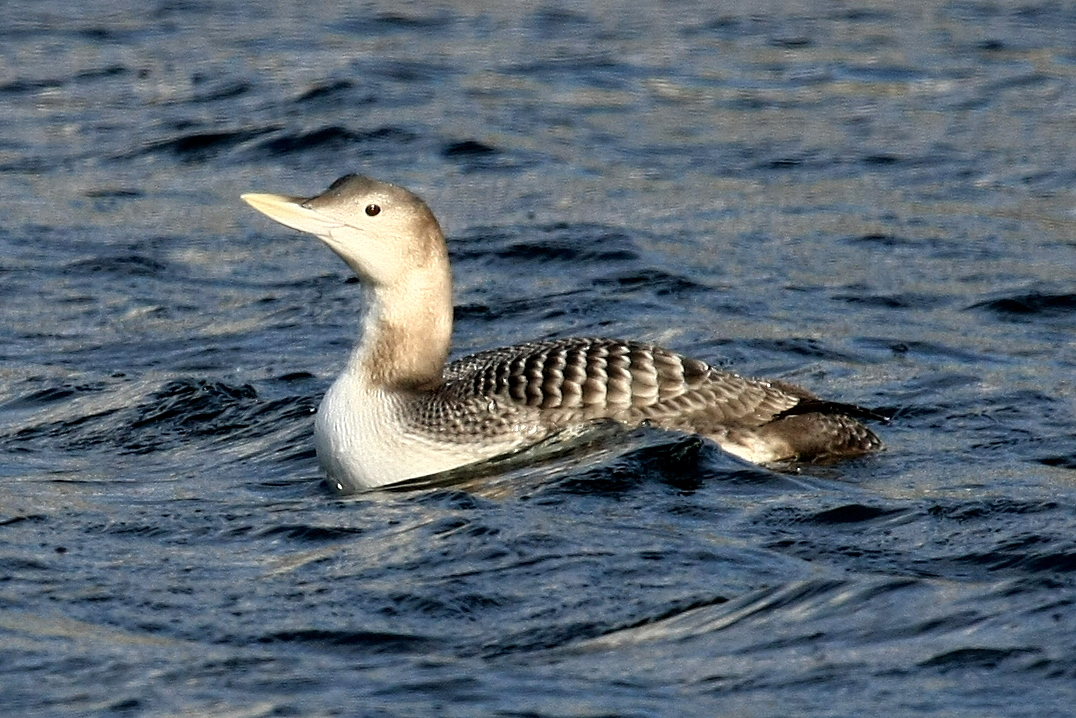
Gavia adamsii với bộ lông mùa đông

- Gavia pacifica (trước đây thuộc G. arctica)

Nhánh đầu đen
- Gavia immer
- Gavia adamsii

## Hình ảnh

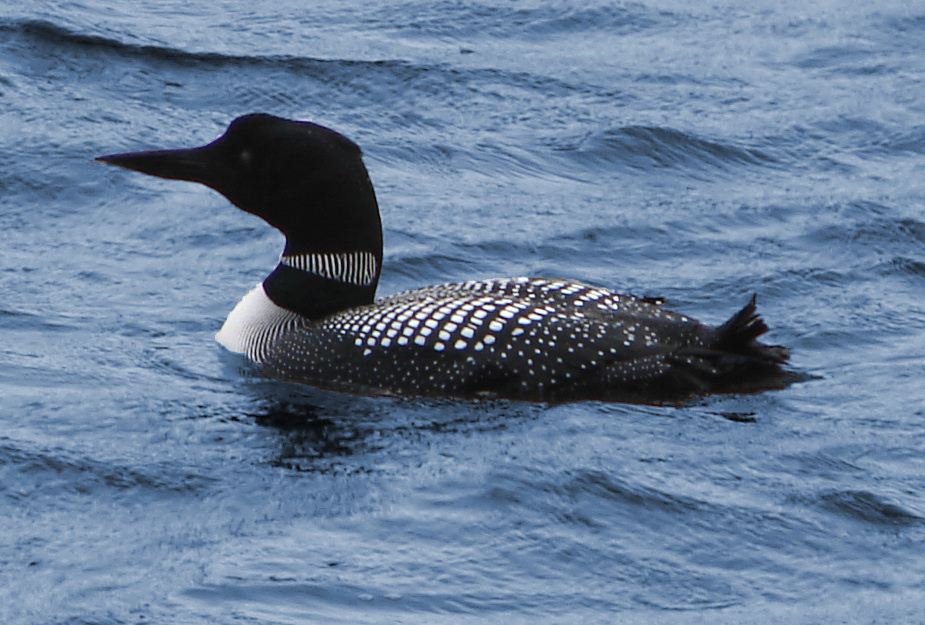
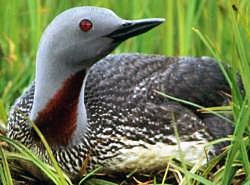
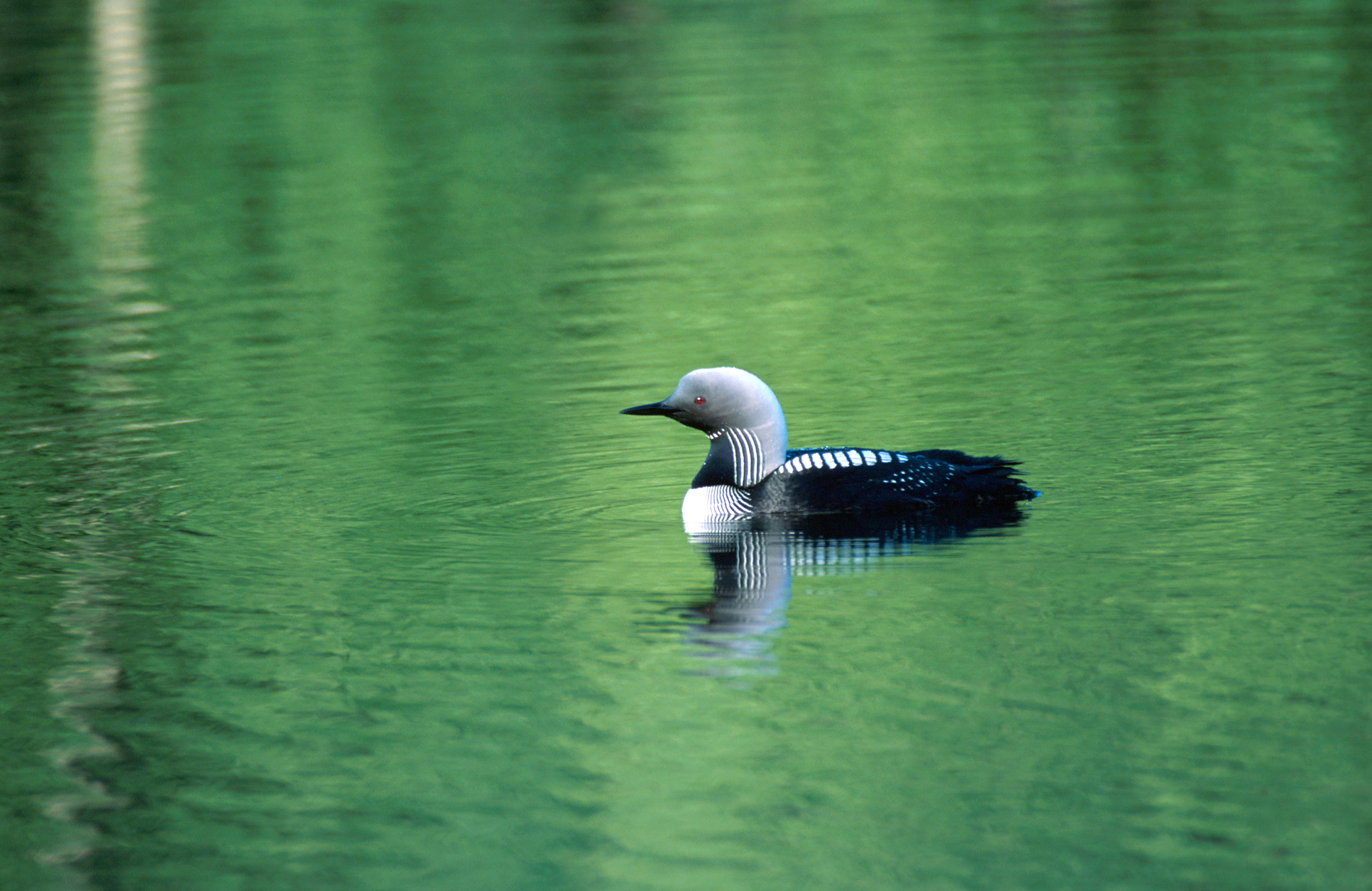
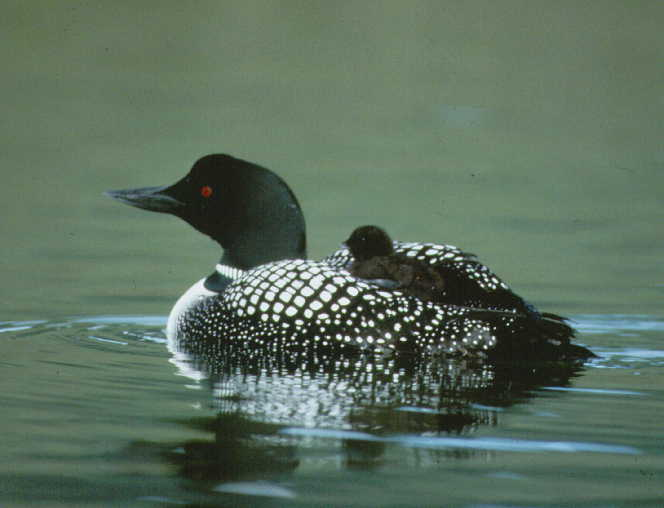
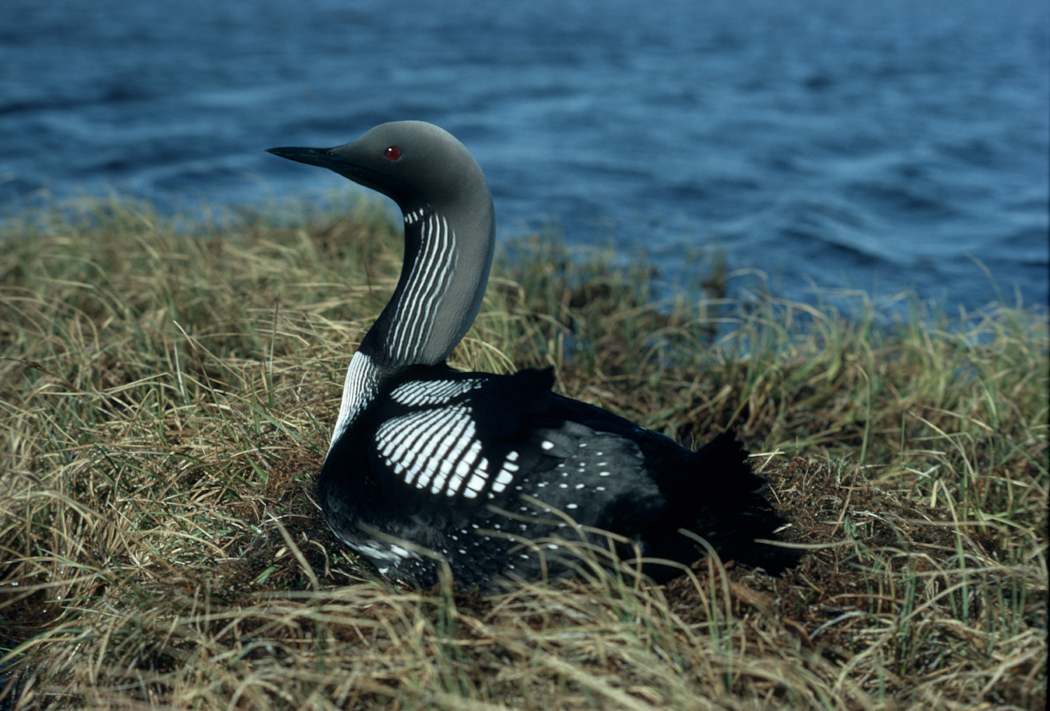
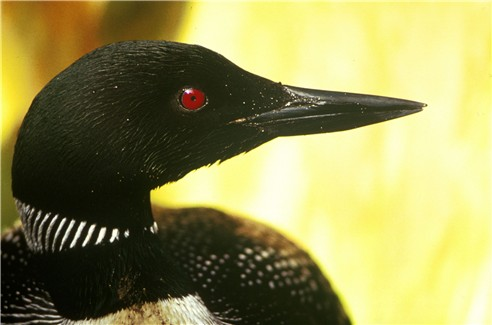
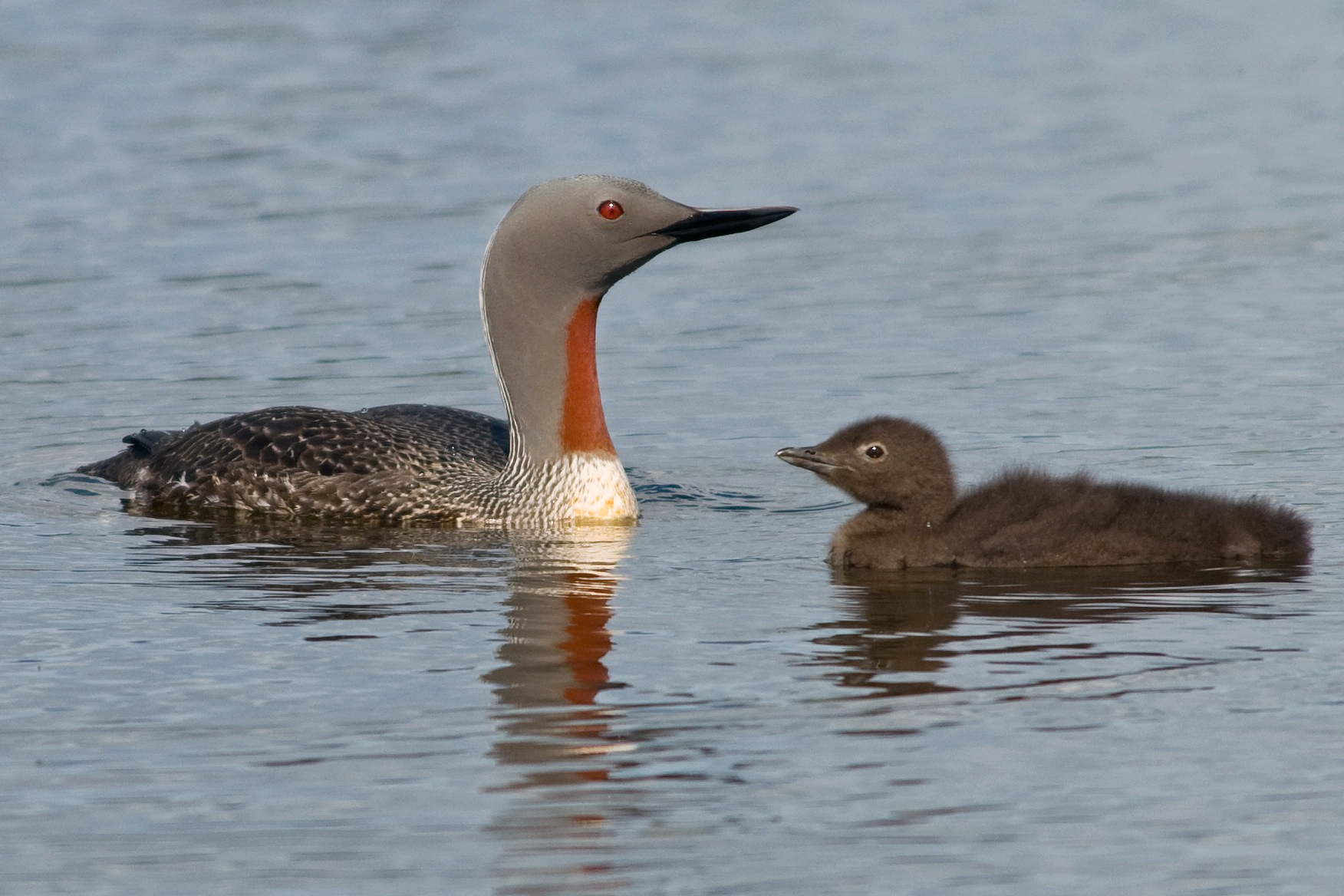
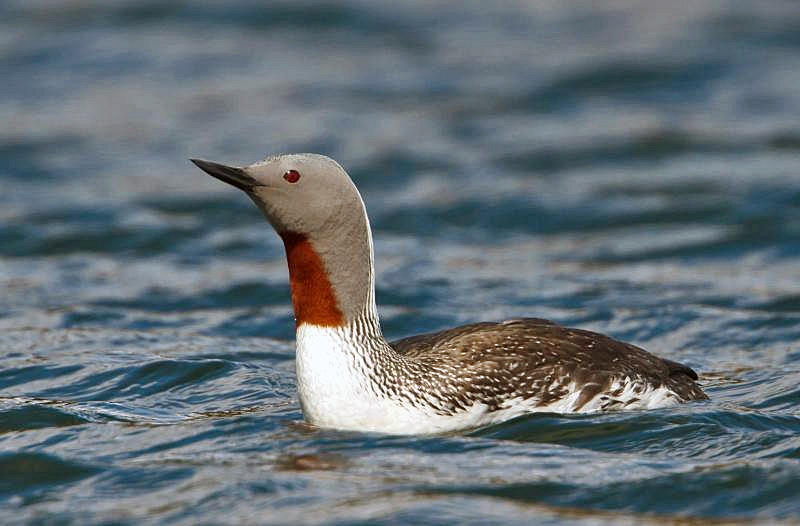